# Luciano Bianciardi
Luciano Bianciardi (Grosseto, 14 december 1922 - Milaan, 14 november 1971) was een Italiaans schrijver, vertaler en journalist.
Zijn bekendste en belangrijkste werk is La vita agra (Het bittere leven), gepubliceerd in 1962 en verfilmd in 1964.

## Werken
- I minatori della Maremma (1956), met Carlo Cassola
- Il lavoro culturale (1957)
- L'integrazione (1960)
- Da Quarto a Torino (1960)
- La vita agra (1962)
- La battaglia soda (1964)
- Daghela avanti un passo! (1969)
- Aprire il fuoco (1969)
- Viaggio in Barberia (1969)
- Garibaldi (1972)

- Bibsys: 90118262
- Biblioteca Nacional de España: XX1205364
- Bibliothèque nationale de France: cb12481585m (data)
- Catàleg d'autoritats de noms i títols de Catalunya: 981058517982806706
- CiNii: DA07806996
- Gemeinsame Normdatei: 118658786
- International Standard Name Identifier: 0000 0001 2133 5764
- Library of Congress Control Number: n84175003
- Nationale Bibliotheek van Tsjechië: mub2013762178
- Nationale bibliotheek van Australië: 35687952
- Nationale Bibliotheek van Israël: 987007454966005171
- Nationale en Universitaire bibliotheek Zagreb: 000079972
- Nederlandse Thesaurus van Auteursnamen: 068930968
- Istituto Centrale per il Catalogo Unico: CFIV053109
- Système universitaire de documentation: 034017437
- Trove: 1043130
- Virtual International Authority File: 54248957
- WorldCat: E39PBJbRpffgPYqCqJKgffxbh3